# Roseinatronobacter bogoriensis subsp. bogoriensis
Das Bakterium Roseinatronobacter bogoriensis subsp. bogoriensis (Stamm LBB1T) ist eine Unterart (Subspecies) von Roseinatronbacter bogoriensis. Früher wurde die Unterart als eine eigene Art betrachtet und als Rhodobaca bogoriensis bezeichnet. Es zählt zu den Nichschwefelpurpurbakterien. Wenn kein Sauerstoff vorhanden ist, also unter anoxischen Bedingungen, kann es durch Photosynthese und der Nutzung von organischen Verbindungen wachsen, man spricht von photoheterotrophen Bakterien. Unter oxischen Bedingungen nutzt es organische Verbindungen zum Wachstum, eine Gärung findet nicht statt. Die Unterart wurde in einem stark alkalischen Sodasee mit moderatem Salzgehalt gefunden. Hier herrschen hohe pH-Werte, was eine starke Herausforderung für das Leben in solchen Seen bedeutet.
Nichtschwefelpurpurbakterien führen unter anaerobischen Bedingungen im Licht einen phototrophen Stoffwechsel durch, mit organischen Verbindungen als Kohlenstoff- und Elektronenquellen. Sie können auch im Dunkeln chemoheterotroph wachsen, indem sie organische Verbindungen sowohl für Energie als auch als Kohlenstoffquelle nutzen. Nichtschwefelpurpurbakterien können entgegen ihren Namen auch Sulfid photosynthetisch nutzen, dies allerdings nur bei niedrigen Konzentrationen und benötigen auch hierbei zusätzlich noch organische Verbindungen. Dem hingegen sind Purpurschwefelbakterien auf höhere Sulfidgehalte spezialisiert. Sie können hiemit auch photoautotroph wachsen, sie nutzen hierbei Kohlendioxid als Kohlenstoffquelle.
Die Unterart wurde zuerst als Rhodobaca bogoriensis im Jahr 2000 erstbeschrieben. Spätere taxonomische Untersuchungen führten zur Umstellung. Hierbei wurden die zwei Arten Rhodobaca bogoriensis und die 2007 beschriebene Art Rhodobaca barguzinensis zu der Gattung Roseinatronobacter als Unterarten der Art Roseinatronobacter bogoriensis gestellt.

## Merkmale
Die Zellen von Roseinatronobacter bogoriensis subsp. bogoriensis sind sehr kurze Stäbchen oder auch eiförmig. Die Größe liegt bei 0,8–1,0 × 0,8–1,5 µm. Die Zellen sind polar begeißelt.
Kolonien von chemoheterotroph gewachsenen Stämmen zeigen rosa Zentren mit farblosen Peripherien. Bei photosynthetisch aktiven Zellen sind für die Photosynthese dienenden intrazelluläre Membranen vorhanden. Sie treten als kleine, runde Bläschen innerhalb des Zytoplasmas auf und sind mit Pigment- und Proteinkomplexen gefüllt. Bei dieser Form des intrazellulären Membransystems spricht man vom vesikulären Typ.

## Wachstum und Stoffwechsel
Wenn kein Sauerstoff vorhanden ist, nutzt das Bakterium die Photosynthese, wobei allerdings organische Stoffe ebenfalls benötigt werden. Es handelt sich also nicht um ein autotrophes, nur mit Hilfe von Sonnenlicht und anorganischen Verbindungen lebendes Bakterium. Es ist vielmehr photoheterotroph (man spricht auch von der Photoorganoheterotrophie). In Gegenwart von Sauerstoff wird keine Photosynthese durchgeführt, Energie wird hier allein durch die aerobe Atmung erzeugt. Eine Gärung (Fermentation) wurde nicht beobachtet.
Wird einem anaeroben Medium unter Lichteinstrahlung Sulfid und andere organische Substanzen zugesetzt, oxidiert das Bakterium zur Energiegewinnung Sulfid zu elementaren Schwefel.
Der elementarem Schwefel wird extrazellulär angelagert. Da hierbei noch organische Substanzen benötigt werden, handelt es sich nicht um chemolithoautotrophes Wachstum.
Beim photoheterotrophen Wachstum bildet R. bogoriensis subsp. bogoriensis Bakteriochlorophyll a und bildet große Mengen von zwei Carotinoiden, die im englischen als Demethylspheroidene und Demethylspheroidenone bezeichnet werden. Diese Carotinoide kommen in anderen Purpurbakterien selten vor. Sie verleihen den phototrophen Kulturen der Subspecies eine gelbe Farbe, die sich von der roten, rotbraunen oder braunen Färbung der phototrophen Kulturen von Arten der Gattung Rhodobacter unterscheidet.
R. bogoriensis subsp. bogoriensis produziert nur einen einzigen Lichtsammelkomplex (LHI-RC, die „Kern“-Antenne, die das Photosynthetische Reaktionszentrum umgibt) und verfügt nicht über eine periphere Antenne (LHII), die man bei z. B. bei Rhodobacter-Arten und vielen anderen PNS- und PS-Bakterien findet. Der LHI-RC-Komplex von R. b.  subsp. bogoriensis kommt sowohl in monomerer als auch in dimerer Form vor, und sein Absorptionsmaximum von 865 nm (Abb. 3b) ist das kurzwelligste Absorptionsmaximum eines LHI-Komplexes, das bisher von Bchl a-haltigen Purpurbakterien berichtet wurde (Maxima in anderen Arten reichen von 874-959 nm).
Kohlenstoffverbindungen, die ein gutes phototrophes Wachstum unterstützen, sind z. B. Acetat (Essigsäure), Pyruvat (Brenztraubensäure), Malat, Succinat, Fumarat, Butyrat, Valerat, Heptanoat (C7H14O2), Xylose, Glucose und Saccharose. Als Wachstumsfaktoren werden Biotin und Thiamin benötigt, Vitamin B12 wirkt wachstumsfördernd.
Dieses Bakterium benötigt hohe pH-Werte zum Wachstum (alkaliphil) und gedeiht bei einem optimalen pH-Wert von 9, mit einer Toleranz von pH 7,5–10. Für das Wachstum ist jedoch kein hoher Salzgehalt erforderlich, toleriert werden 0–6 % NaCl mit einem Optimum bei 1–3 %. Dies unterscheidet es von anderen bekannten alkaliphilen Schwefelbakterien, die hohe NaCl-Werte benötigen sind und nicht auf hohe pH-Werte angewiesen sind. Diese Anpassung ermöglicht es ihm, ökologische Nischen mit variierenden Salzgehalt in Sodaseen zu besetzen. Wachstum findet nur bei relativ hohen Temperaturen ab 30 °C statt, optimal sind 39 °C.
Der Unterart fehlt die Fähigkeit Stickstoff zu fixieren. Dies unterscheidet sie ebenfalls von vielen anderen Purpurbakterien, die oft über diese Möglichkeit der Stickstoffaufnahme verfügen. Als Stickstoffquellen werden stattdessen Ammoniak, Aspartat, Glutamat, Asparagin, Glutamin und Casaminosäuren verwendet.

## Genetik
Das Genom von Roseinatronobacter bogoriensis subsp. bogoriensis weist im Vergleich zu verwandten Arten erhebliche Unterschiede auf. Es hat Gene für autotrophem Wachstum und Stickstofffixierung verloren. Dies könnte seine Evolutionsgeschichte und Anpassung an die Umgebung des Sodasees widerspiegeln.

## Ökologie
Die Erstbeschreibung von Roseinatronobacter bogoriensis subsp. bogoriensis stammt aus dem Sodasee Bogoriasee im Großen afrikanischen Grabenbruch. Sie wurde zunächst Rhodobaca bogoriensis genannt. In Sodaseen ist die Primärproduktivität von Bakterien durch Photosynthese in den von hohen pH-Werten und oft auch hohen Salzgehalten geprägten Seen oft extrem hoch. Die hohen Umgebungstemperaturen, hohe Nährstoffgehalte und Verfügbarkeit von Licht können Sodaseen zu stark produktiven Ökosystemen machen. Hier sind auch reichlich vorhandene biogene Schwefelverbindungen, wie Sulfid (S2−) vorhanden, welche Schwefelpurpurbakterien oxidieren und somit Energie gewinnen können. Diese Bedingungen können zu einem hohen Vorkommen von alkaliphilen (also hohe pH-Werte „liebende“) bzw. alkalitoleranten Bakterien führen. Dies gilt auch für das Fundortgebiet des Bakteriums. Der größte Teil der autotrophen Aktivität in Sodaseen ist auf Schwefelpurpurbakterien und verschiedene Blaualgen (Cyanobakterien) zurückzuführen. Alkalische Seen sind in der Regel auch bis zu einem gewissen Grad salzhaltig, und eine Vielzahl von Schwefelpurpurbakterien sind aus solchen Umgebungen isoliert worden.
Die meisten dort vorkommenden Schwefelpurpur- und Nichtschwefelpurpurbakterien benötigen im Allgemeinen Salz (NaCl) für das Wachstum, tolerieren auch hohe Salzgehalte und wachsen optimal mit neutralen pH-Werten von 7–8 (bzw. im Fall der zu Schwefelpurburbakterien zählenden Halorhodospira-Arten bei relativ hohen Werten von pH zwischen 8 und 9). Bis zur Beschreibung der Unterart waren nur einige alkaliphile Schwefel-Purpurbakterien bekannt, die ähnlichen Anforderungen an Salzgehalt und pH-Wert zeigen. Beispielarten mit einem pH-Wachstumsoptimum von 9 oder mehr und Salzgehaltsanforderungen nahe oder bei Null sind z. B. Thiocapsa imhoffii, Thiorhodospira sibirica, Ectothiorhodospira magna und Thioalkalicoccus limnaeus. Diese Schwefelpurpurbakterien zählen zu den Gammaproteobacteria, während R. bogoriensis subsp. bogoriensis zu den Alphaproteobacteria gehört.
Einige Schwefelpurpur-Arten von Marichromatium, Rhabdochroma,  Rhabdochromatium und Isochromatium wachsen optimal in Medien, die an den Salzgehalt des Meeres angepasst sind (Ca. 2–6 % NaCl). Eine extreme Ausnahme sind Arten von Halorhodospira, sie können sogar in salzgesättigten (35 % NaCl) Medien wachsen. Einige Nichtschwefelpurpurbakterien, wie Rhodovulum-, Rhodobium- und
Rhodospira-Arten, wachsen ebenfalls am besten bei marinen
Salzgehalten. Sie zeigen im Unterschied zu R. bogoriensis subsp. bogoriensis allerdings bestes Wachstum bei pH 7–8.
Nur wenige Nichtschwefelpurpur-Arten, wie von Rhodovibrio und Rhodothalassium, können auch bei hohen Salzgehalten von bis zu 20 % wachsen.
Die Unterart von Roseinatronobacter bogoriensis kann auch in Abwesenheit von Salz wachsen und ist nur mäßig salztolerant (0–6 % NaCl). Sie benötigt zwingend hohe pH-Werte (sie ist alkaliphil), toleriert einen sehr hohen pH-Wert von bis zu 10 und wächst optimal bei einem pH nahe pH 9. Die Fähigkeit, unter alkalischen Bedingungen zu wachsen ohne strikt salzabhängig zu sein, unterscheidet es von anderen Schwefelpurpurbakterien, die zwar oft relativ hohe pH-Werte tolerieren, aber nicht zwingend nötig brauchen, und auf hohe Salzwerte angewiesen sind (halophil).
Bis zur Beschreibung von der damals noch als Rhodobaca bogoriensis bezeichneten Unterart waren Nichtschwefelpurpurbakterien, die in Sodaseen mit solchen hohen pH- und osmotischen Bedingungen vorkommen, noch nicht bekannt. Die Subspecies von Roseinatronobacter bogoriensis könnte als ein Modell für die Untersuchung der anoxygenen Photosynthese bei hohen alkalischem pH-Wert dienen. Beispielsweise sollten Mutationen in Genen, die die Photosynthese steuern, leicht auslösbar sein. Dies wurde bei Nichtschwefelpurpurbakterien, die optimal bei neutralem pH-Wert wachsen, schon oft durchgeführt. Da das Bakterium alkaliphil ist, könnte es außerdem für Grundlagenforschung und biotechnische Nutzung interessante alkalisch aktive Enzyme oder andere Biomoleküle bilden, wie dies schon bei verschiedenen anderen alkaliphilischen Bakterienarten festgestellt wurde.
Andere nah verwandte Species, wie eine nicht näher bestimmte Art von Rhodobaca, wurden in einem Sodasee im Kiskunság-Nationalpark in Ungarn gefunden.
Ein weiterer nicht näher bestimmter Stamm wurde aus Ikait-Tuffsteinen in Grönland isoliert. Die Unterart Roseinatronobacter bogoriensis subsp. barguzinensis wurde in einem Sodasee im Barguzin-Tal (Republik Burjatien, Ostsibirien) isoliert.

## Systematik
Die Unterart Roseinatronobacter bogoriensis subsp. bogoriensis wurde zuerst als Rhodobaca bogoriensis im Jahr 2000 beschrieben. Spätere Untersuchungen der rRNA und anderen Merkmalen führten zur Umstellung. Im Jahr 2024 wurde sie als Unterart in die Gattung Roseinatronobacter eingegliedert. Die Gattung zählt zu der Familie Paracoccaceae innerhalb der Abteilung Proteobacteria. Das Schwestertaxon ist R. b. subsp. barguzinensis. Zuvor wurden beide Unterarten der Gattung Rhodobaca als R. bogoriensis und R.  barguzinensis zugeordnet.
Der Gattungsname „Roseinatronobacter“ ist abgeleitet vom lateinischen Adjektiv „roseus“ (deutsch rosafarben, rosig) sowie dem lateinischen Wort „natron“ (Soda) und „bacter“ bedeutet so viel wie Stäbchen. Der Artname „bogoriensis“ weist auf den Fundort hin, den Bogoriasee.